# 乌祖埃苏贝勒加德
乌祖埃苏贝勒加德（法語：Ouzouer-sous-Bellegarde，意为“贝勒加德下方的乌祖埃”）是法国卢瓦雷省的一个市镇，位于该省中部，属于蒙塔日区。该市镇总面积11.57平方公里，2009年时的人口为267人。

## 人口
乌祖埃苏贝勒加德人口变化图示